# موريتانيا في 2019
الإحداث التي وقعت في موريتانيا عام 2019.

## الموظفون السامون
- رئيس الجمهورية: محمد ولد عبد العزيز (حتى 1 أغسطس) خلفه الرئيس محمد ولد الغزواني (ابتداء من 1 أغسطس)
- الوزير الأول : محمد سالم ولد بشير (حتى 1 أغسطس) ، إسماعيل ولد بدّه ولد الشيخ سيديا (ابتداءً من 1 أغسطس)

## الأحداث
- 22 يونيو - موعد إجراء اللانتخابات الرئاسية الموريتانية 2019

## حالات الوفاة
- 2 مارس - محمد هوندو ، مخرج سينمائي وسيناريست وممثل (مواليد 1936).[1]

- 16 مارس- محمد محمود ولد لولي ، ضابط عسكري وسياسي، رئيس موريتانيا سابقا ورئيس اللجنة العسكرية للإنقاذ الوطني (من مواليد 1943).[2]